# Bruhathkayosaurus
Bruhathkayosaurus (ungefär ödla med jättelik kropp) är en tämligen okänd dinosaurie från sen krita ca 70 miljoner år sedan, funnen 1989 i Tiruchirapallidistriktet i Indien. Det kan vara den största dinosaurie som någonsin existerat men hittills är fynden alltför få för att man ska kunna dra några säkra slutsatser. Först trodde faktiskt forskarna att man hittat en enorm carnosaurie (köttätande dinosaurie) men i mitten av 1990-talet ansåg man att fossilen tillhörde en jättelik sauropod, tillhörande familjen titanosaurider och därmed släkt med till exempel de jättelika Puertasaurus, Argentinosaurus, Andesaurus och Argyrosaurus.
Om uppskattningarna visar sig vara korrekta är Bruhathkayosaurus den överlägset största dinosaurie man hittat. Med en längd på 40–44 meter, huvudhöjd cirka 14 meter och en beräknad vikt på omkring 200 ton, kanske ända upp till 220 ton, skulle den till och med överträffa blåvalen i fråga om vikt som man alltid trott vara det största djuret någonsin. (Argentinosaurus anses "bara" ha vägt omkring 100 ton). Bruhathkayosaurus skulle viktmässigt med mycket bred marginal överträffa även den från 2006 vetenskapligt beskrivna Puertasaurus som världens största kända dinosaurie.
Av övriga jättelika sauropoder som endast är kända från fragmentariska fossil är det endast diplodociden Amphicoelias som ens kommer i närheten av Bruhatkayosaurus storlek. Amphicoelias var troligen betydligt längre (55–60 meter) men inte lika kraftigt byggd. De senaste undersökningarna beräknar att Amphicoelias vägde 120–122 ton (tidigare 150–170 ton) men det enda fynd som gjorts förstördes kort efter att det beskrevs i slutet av 1870-talet. Breviparopus blev kanske 48 meter lång men är endast känd från jättelika fotspår som man hittade i Marocko 1980. Även i Australien hittade man på 1980-talet fotspår efter en ännu ej namngiven sauropod som av spåren att döma var ungefär lika stor som Amphicoelias och Breviparopus.
Även som Carnosaurie skulle Buhathkayosaurus med god marginal passera de största kända köttätande dinosaurierna Giganotosaurus, Spinosaurus, Mapusaurus och Carcharodontosaurus.